# Sedlo pod Radičinou
Sedlo pod Radičinou (ok. 1080 m) – przełęcz w Wielkiej Fatrze na Słowacji. Znajduje się w jej części zwanej Szypską Fatrą.
Przełęcz znajduje się pomiędzy szczytem Radičiná (1127 m) i zupełnie niewybitnym wierzchołkiem 1080 m. Rejon przełęczy porasta las. Od Radičiny przez Sedlo pod Radičinou i wierzchołek 1080 m do doliny Wagu opada grzbiet  Borová hora oddzielający dwie dolinki, dnem których spływają do Wagi potoki. Obydwa uchodzą w Hrboltovej (obecnie część Rużomberku).

## Turystyka
Przez przełęcz prowadzi droga leśna. Po jej zachodniej stronie, tuż pod szczytem Radičiny znajduje się rozdroże szlaków turystycznych. Przechodzący przez nie szlak czerwony omija szczyt Radičiny, ale z rozdroża Sedlo pod Radičinou można na szczyt Radičiny wyjść krótkim, niebiesko znakowanym podejściem.
  Rużomberk, Rybárpole –  Sedlo pod Radičinou. Odległość 4,9 km, suma podejść 625 m, suma zejść 25 m, czas przejścia 2 h (z powrotem 1 h 25 min)
  Sedlo pod Radičinou – Pod Kečkami – Studničná – Komjatná – Komjatnianská dolina – Švošov, vlak. Odległość 11,4 km, suma podejść 80 m, suma zejść 705 m, czas przejścia 3 h (z powrotem 3 h 30 min)
   Sedlo pod Radičinou – Radičiná. Odległość 200 m, suma podejść 47 m, czas przejścia 10 min